# 波西維爾 (印第安納州)
波西維爾（英語：Poseyville）是一個位於美國印地安納州波西縣的城鎮。

## 人口
根據2010年美國人口普查的數據，波西維爾的面積為1.67平方千米，當中陸地面積為1.67平方千米，而水域面積為0.00平方千米。當地共有人口1045人，而人口密度為每平方千米626人。